# Michael Stolz (Fußballspieler)
Michael Stolz (* 19. Juni 1966 oder 19. Oktober 1966 in Halle (Saale)) ist ein ehemaliger deutscher Fußballspieler. Für den FC Carl Zeiss Jena spielte er in der DDR-Oberliga, der höchsten Spielklasse des ostdeutschen Fußballverbandes.

## Sportliche Laufbahn
Michael Stolz kam Anfang 1985 von der Nachwuchsabteilung des Halleschen FC Chemie zum Thüringer Spitzenclub FC Carl Zeiss Jena. Nachdem er bis zum Sommer in der Juniorenmannschaft gespielt hatte, wurde er für die Saison 1985/86 in die 2. Mannschaft der Zeiss-Städter aufgenommen, die in der zweitklassigen DDR-Liga spielte. In seinem ersten Jahr im Männerbereich bestritt der 1,72 Meter große Stolz 31 der 34 ausgetragenen Zweitligaspiele. Obwohl er auch für die Spielzeit 1986/87 wieder für die 2. Mannschaft nominiert worden war, kam er für die 1. Mannschaft bereits zu 16 Punktspieleinsätzen. Seinen Einstand in der Oberliga gab Stolz am 12. November 1986. In der Begegnung des 10. Spieltages FC Carl Zeiss – FC Karl-Marx-Stadt (1:1) wurde er von Trainer Lothar Kurbjuweit als linker Verteidiger aufgeboten. Im weiteren Verlauf der Saison hatte Stolz einen Stammplatz im Mittelfeld der Oberligamannschaft sicher. Zur Saison 1987/88 wurde er offiziell für die 1. Mannschaft des FC Carl Zeiss gemeldet, wurde aber verletzungsbedingt nur zu Beginn und zum Ende der Saison regelmäßig eingesetzt und kam so auf 17 Punktspieleinsätze. Sein erstes von zwei Oberligatoren seiner Karriere erzielte Stolz am zweiten Spieltag dieser Spielzeit mit dem Führungstreffer beim 3:0-Heimsieg über den FC Karl-Marx-Stadt.
Am 4. Juni 1988 stand Stolz als rechter Mittelfeldspieler im Endspiel um den DDR-Fußballpokal, unterlag mit den Jenaern dem Berliner FC Dynamo in der Verlängerung mit 0:2. Mit der Finalteilnahme qualifizierte sich die Mannschaft für den UEFA-Pokal, wo Michael Stolz auf vier Spiele kam, u. a. gegen Sampdoria Genua, den späteren Gewinner des Wettbewerbes. Sein zweites Oberligator schoss Stolz in der Saison 1988/89 erneut im eigenen Stadion gegen Wismut Aue mit dem 2:0-Endstand. In dieser Spielzeit kam Stolz mit 20 Einsätzen zu den meisten Oberligaspielen innerhalb einer Saison, wobei er stets seiner Rolle als Mittelfeldspieler treu blieb. In der Saison 1989/90 spielte Stolz nach einer Knieverletzung erst in der Hinrunde für den FC Carl Zeiss, von den 13 Begegnungen bestritt er acht Spiele. Sein letztes Pflichtspiel für die 1. Mannschaft der Jenaer war das letzte Spiel der Hinrunde. Bei der 0:4-Niederlage bei Stahl Brandenburg am 2. Dezember 1989 stand er als zentraler Mittelfeldspieler zum letzten Mal in der Mannschaft, bevor er wegen einer Knieverletzung aus dem Profikader ausstieg. Für den FC Carl Zeiss Jena bestritt Michael Stolz insgesamt 125 Pflichtspiele, in denen er fünf Tore erzielte. Darunter waren 34 Zweitligaspiele, 61 Oberligaspiele mit zwei Torerfolgen, 12 nationale Pokalspiele (zwei Tore) und 4 Europapokalspiele, sowie 14 Inter-Toto-Spiele. Neben seiner Tätigkeit als Lizenzspieler beim FC Carl Zeiss Jena studierte Stolz an der Friedrich-Schiller-Universität Jena und beendete sein Studium mit einem Diplomabschluss (Magister).

## Berufliche Laufbahn
Nach der Wende ließ er sich im bayerischen Fürth nieder, um eine Journalismus-Ausbildung zum Radio- und TV-Redakteur zu absolvieren. Neben seiner Ausbildung spielte er ab Anfang 1991 für den Landesligisten SpVgg Fürth, bei dem er bis zum Saisonende auf elf Punktspiel- und fünf Pokaleinsätze kam. Am Saisonende stieg er mit der SpVgg in die damals drittklassige Bayernliga auf, in der Stolz 1991/92 von 33 Punktspielen 24 Begegnungen sowie neun Pokalspiele im Mittelfeld und in der Abwehr bestritt. Insgesamt kam Stolz in Fürth auf sechs Tore, zwei bei Punktspielen, vier im Pokal.
Ab 1992 begann Stolz als Redakteur für Radio Gong (Nürnberg) im Nachrichten- und Sportbereich zu arbeiten. Danach war er zunächst als Auslandskorrespondent in England für deutsche Medien tätig. 1993 begann er in London als Redakteur für die weltweite Agentur IMG und das internationale Fernseh-Magazin FIFA Futbol Mundial zu arbeiten. Als Fernsehjournalist bereiste er bis heute über 80 Länder und berichtete für FIFA und UEFA über Welt- und Europameisterschaften sowie regelmäßig über die UEFA Champions League. Seit 2002 lebt Michael Stolz in Berlin, wo er sich neben seiner Tätigkeit als internationaler Fernsehjournalist im Jugendfußball engagierte, u. a. für Hertha 03 Zehlendorf.
Seit 2012 produziert Michael Stolz mit seiner Produktionsfirma MS Productions, die ihren Sitz in der Film- und Medienstadt Babelsberg hat, Image-, Event- und Werbefilme für Kunden aus den Bereichen Wirtschaft, Bildung, Tourismus und Sport, und beliefert Fernsehsender mit Beiträgen und Dokumentationen. Nach einer Ausbildung 2015 am Johan Cruyff Institute richtet sich sein beruflicher Fokus zunehmend auf Marketing. 2018 leitete Michael Stolz für Discovery Communications ein internationales Team zur Aktivierung der Olympia Rechte von Eurosport für die Olympischen Spiele in Pyeongchang und Tokio.
Im Jahr 2022 kehrte er zurück zu seinen Wurzeln und übernahm beim FC Carl Zeiss Jena die Aufgabe als Leiter Marketing und Events im neuen Ernst-Abbe-Sportfeld.